# Бойоз
Бойоз (тур. boyoz) — турецкая выпечка из слоёного теста сефардско-еврейского происхождения, особенно популярная в Измире, который является практически единственным городом, где её готовят по оригинальному рецепту для продажи. Для жителей Измира бойоз стал символом их родного города. Наиболее популярный бойоз — простой, без добавления мяса, сыра или начинки из шпината, приготовленный небольшим количеством мастеров бойозов в Измире. Но также делают пикантные бойозы с перцем, шоколадные и другие.
Тесто для бойоза готовят из муки, подсолнечного масла и небольшого количества тахини. Его замешивают в несколько приёмов, разделяя на шарики, потом лепёшки, каждый раз давая постоять и пропитаться маслом. Затем куски теста растягивают вручную в большой и тонкий лист теста, скатывают в рулет (на этом этапе можно промазать какой-то начинкой) и нарезают на кусочки. После этого маленькие шарики надо приплюснуть, положить на противень и и отправить в печь, либо добавить начинку из сыра или шпината. Бойоз также можно приготовить дома из готового слоёного теста.
По традиции к бойозу подают черный чай и сваренные вкрутую яйца, щедро посыпанные черным перцем. Бойоз обычно покупают у уличных торговцев и едят на открытом воздухе.

## Происхождение
Практически все источники сходятся во мнении об еврейско-испанских корнях бойоза. Это вклад в городскую культуру Измира евреев-сефардов, которые были изгнаны из Испании после 1492 года и в большом количестве поселились в ряде известных османских городов того периода, среди которых Измир выделялся как одно из основных направлений. Эти объяснения происхождения бойоза подтверждаются наличием очень похожей выпечки в кулинарных традициях других ответвлений испанской культуры, таких как Аргентина, Чили, Перу и Мексика, где булочки болло распространены, особенно в рационе сефардских евреев, обычно с начинкой из сыра и шпината. На испанском языке эпохи Возрождения и на языке ладино bollos означает «связка, пачка».
Ранее все мастера-пекари, готовившие бойоз в Измире, были евреями, а нынешние мастера были обучены Аврамом Уста, чье имя по сей день звучит в слоганах, принятых некоторыми из этих пекарей, которые продают «бойоз Аврама Уста».